# Trichaster acanthifer
Trichaster acanthifer är en ormstjärneart som beskrevs av Döderlein 1927. Trichaster acanthifer ingår i släktet Trichaster och familjen Euryalidae. Inga underarter finns listade i Catalogue of Life.